# I Am... World Tour

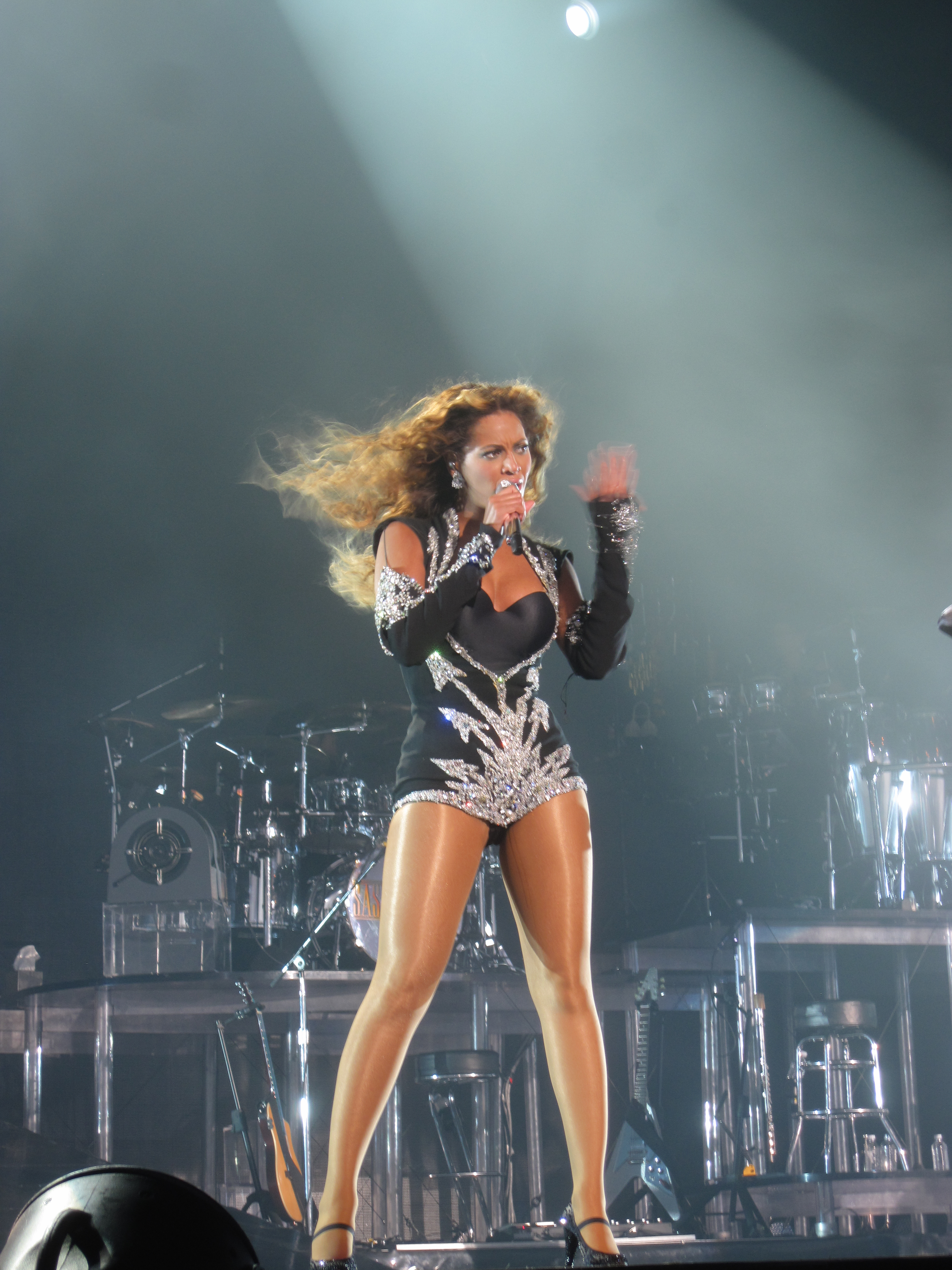
Beyoncé zingt "Single Ladies (Put a Ring on It)" in de O2-Arena in Londen, op de DVD I am... World Tour

I Am... World Tour is een dvd/cd met een live concertfilm van de Amerikaanse zangeres Beyoncé.

## Nummers

### DVD & Blu Ray
1. "I Am..." (Instrumental Introduction)
2. "Déjà Vu" (Intro/Fanfare)
3. "Crazy in Love" (featuring Jay-Z)
4. "Naughty Girl"
5. "Freakum Dress"
6. "Get Me Bodied" (Extended Mix)
7. "Smash Into You"
8. "Ave Maria"
9. "Broken-Hearted Girl"
10. "If I Were a Boy"
11. "Diva"
12. "Radio"
13. "Me, Myself and I"
14. "Ego" (featuring Kanye West)
15. "Hello"
16. "Baby Boy"
17. "Irreplaceable"
18. "Check on It"
19. "Bootylicious"
20. "Bug a Boo"
21. "Jumpin', Jumpin'"
22. "Upgrade U"
23. "Video Phone"[1]
24. "Say My Name"
25. "At Last"
26. "Listen"
27. "Scared of Lonely"
28. "Single Ladies (Put a Ring on It)"
29. "Halo"
30. "Finale"
31. Credits

### CD
Disc 1
1. "I Am..." (Instrumental Introduction)
2. "Déjà Vu" (Intro/Fanfare)
3. "Crazy in Love"
4. "Naughty Girl"
5. "Freakum Dress"
6. "Get Me Bodied" (Extended Mix)
7. "Smash Into You"
8. "Ave Maria"
9. "Broken-Hearted Girl"
10. "If I Were a Boy"
11. "Diva"
12. "Radio"
13. "Me, Myself and I"
14. "Ego"
15. "Hello"

Disc 2
1. "Baby Boy"
2. "Irreplaceable"
3. "Check on It"
4. "Bootylicious"
5. "Bug a Boo"
6. "Jumpin', Jumpin'"
7. "Upgrade U"
8. "Video Phone"[1]
9. "Say My Name"
10. "At Last"
11. "Listen"
12. "Scared of Lonely"
13. "Single Ladies (Put a Ring on It)"
14. "Halo"
15. "Finale"